# A través de Flandes 2025
La 79.ª edición de la clásica ciclista A Través de Flandes (nombre oficial en neerlandés: Dwars door Vlaanderen) fue una carrera en Bélgica que se celebró el 2 de abril de 2025 con inicio en la ciudad de Roeselare y final en la ciudad de Waregem sobre un recorrido de 184,2 kilómetros.
La carrera formó parte del UCI WorldTour 2025, el calendario ciclista de máximo nivel mundial profesional, siendo la decimotercera carrera de dicho circuito. El vencedor fue el estadounidense Neilson Powless del EF Education-EasyPost, quien estuvo acompañado en el podio por los belgas Wout van Aert y Tiesj Benoot del Visma | Lease a Bike, segundo y tercer clasificado respectivamente.

## Equipos participantes
Tomaron parte en la carrera 25 equipos: 18 de categoría UCI WorldTeam y 7 de categoría UCI ProTeam. Formaron así un pelotón de 175 ciclistas de los que acabaron 97. Los equipos participantes fueron:
| WorldTeams (18)- Lidl-Trek - Alpecin-Deceuninck - Arkéa-B&B Hotels - XDS Astana Team - Bahrain-Victorious - Cofidis - Decathlon AG2R La Mondiale Team - EF Education-EasyPost - Groupama-FDJ - Ineos Grenadiers - Intermarché-Wanty - Movistar Team - Red Bull-BORA-hansgrohe - Soudal Quick-Step - Team Picnic-PostNL - Team Jayco AlUla - Team Visma \| Lease a Bike - UAE Team Emirates XRG ProTeams (7)- Uno-X Mobility - Lotto - Wagner Bazin WB - Israel-Premier Tech - Q36.5 Pro Cycling Team - Team Flanders-Baloise - Tudor Pro Cycling Team |
| |

## Clasificación final
- La clasificación finalizó de la siguiente forma:[3]

| \| Clasificación general \| Clasificación general \| Clasificación general \| Clasificación general \| Clasificación general \| \| Ciclista \| Ciclista \| Equipo \| Tiempo \| \| \| --------------------- \| --------------------- \| -------------------------- \| --------------------- \| --------------------- \| \| 1.º \| Neilson Powless \| EF Education-EasyPost \| 3 h 57 min 14 s \| \| \| 2.º \| Wout van Aert \| Team Visma \\| Lease a Bike \| + 0 s \| \| \| 3.º \| Tiesj Benoot \| Team Visma \\| Lease a Bike \| + 0 s \| \| \| 4.º \| Matteo Jorgenson \| Team Visma \\| Lease a Bike \| + 5 s \| \| \| 5.º \| Mads Pedersen \| Lidl-Trek \| + 45 s \| \| \| 6.º \| Tibor del Grosso \| Alpecin-Deceuninck \| + 45 s \| \| \| 7.º \| Dries De Bondt \| Decathlon-AG2R La Mondiale \| + 47 s \| \| \| 8.º \| Arjen Livyns \| Lotto \| + 47 s \| \| \| 9.º \| Stefan Küng \| Groupama-FDJ \| + 47 s \| \| \| 10.º \| Alec Segaert \| Lotto \| + 47 s \| \| |                  |                            |                 |
| |                  |                            |                 |
| Fuente: ProCyclingStats |                  |                            |                 |
| Clasificación general |                  |                            |                 |
| Ciclista | Ciclista         | Equipo                     | Tiempo          |
| 1.º | Neilson Powless  | EF Education-EasyPost      | 3 h 57 min 14 s |
| 2.º | Wout van Aert    | Team Visma \| Lease a Bike | + 0 s           |
| 3.º | Tiesj Benoot     | Team Visma \| Lease a Bike | + 0 s           |
| 4.º | Matteo Jorgenson | Team Visma \| Lease a Bike | + 5 s           |
| 5.º | Mads Pedersen    | Lidl-Trek                  | + 45 s          |
| 6.º | Tibor del Grosso | Alpecin-Deceuninck         | + 45 s          |
| 7.º | Dries De Bondt   | Decathlon-AG2R La Mondiale | + 47 s          |
| 8.º | Arjen Livyns     | Lotto                      | + 47 s          |
| 9.º | Stefan Küng      | Groupama-FDJ               | + 47 s          |
| 10.º | Alec Segaert     | Lotto                      | + 47 s          |

## Ciclistas participantes y posiciones finales
Convenciones:
- AB: Abandono
- FLT: Retiro por llegada fuera del límite de tiempo
- NTS: No tomó la salida
- DES: Descalificado o expulsado

## UCI World Ranking
La A través de Flandes otorgó puntos para el UCI World Ranking para corredores de los equipos en las categorías UCI WorldTeam, UCI ProTeam y Continental. Las siguientes tablas son el baremo de puntuación y los diez corredores que obtuvieron más puntos:
| Posición   | 1.º | 2.º | 3.º | 4.º | 5.º | 6.º | 7.º | 8.º | 9.º | 10.º | 11.º | 12.º | 13.º | 14.º | 15.º-20.º | 21.º-30.º | 31.º-50.º | 51.º-55.º | 56.º-60.º |
| Puntuación | 300 | 250 | 215 | 175 | 120 | 115 | 95  | 75  | 60  | 50   | 40   | 35   | 30   | 25   | 20        | 12        | 5         | 2         | 1         |

| Clasificación |                  |                            |        |
| Posición      | Ciclista         | Equipo                     | Puntos |
| ------------- | ---------------- | -------------------------- | ------ |
| 1.º           | Neilson Powless  | EF Education-EasyPost      | 300    |
| 2.º           | Wout van Aert    | Visma \| Lease a Bike      | 250    |
| 3.º           | Tiesj Benoot     | Visma \| Lease a Bike      | 215    |
| 4.º           | Matteo Jorgenson | Visma \| Lease a Bike      | 175    |
| 5.º           | Mads Pedersen    | Lidl-Trek                  | 120    |
| 6.º           | Tibor Del Grosso | Alpecin-Deceuninck         | 115    |
| 7.º           | Dries De Bondt   | Decathlon AG2R La Mondiale | 95     |
| 8.º           | Arjen Livyns     | Lotto                      | 75     |
| 9.º           | Stefan Küng      | Groupama-FDJ               | 60     |
| 10.º          | Alec Segaert     | Lotto                      | 50     |